# Tolmera marcescens
Tolmera marcescens là một loài bướm đêm trong họ Geometridae.